# Berkovits Zsigmond
Berkovits Zsigmond (1834 – Nagyvárad, 1896. február 9.) orvos.

## Élete
A magyar orvosi kar egyik legképzettebb, legkiválóbb tudós-orvosa volt. Az 1873. országos kolera-járvány idején sok közjóléti intézményt hívott Nagyváradon életre. A kiváló tudós és orvos emlékére a nagyváradi izraelita hitközség jelentős alapítványt tett orvosnövendékek kiképzésére.